# S. Thruston Ballard
Samuel Thruston Ballard (* 11. Februar 1855 in Louisville, Kentucky; † 18. Januar 1926 in Glenview, Kentucky) war ein US-amerikanischer Politiker. Zwischen 1919 und 1923 war er Vizegouverneur des Bundesstaates Kentucky.

## Werdegang
Thruston Ballard arbeitete zunächst im Mühlengeschäft. Zusammen mit seinem Bruder Charles (1850–1918) gründete er die Firma Ballard & Ballard Co., die zeitweise einer der größten Mühlenbetriebe weltweit war. Zwischenzeitlich amtierte er als deren Präsident. Politisch schloss sich Ballard der Republikanischen Partei an.
1919 wurde er an der Seite von Edwin P. Morrow zum Vizegouverneur von Kentucky gewählt. Dieses Amt bekleidete er zwischen 1919 und 1923. Dabei war er Stellvertreter des Gouverneurs und Vorsitzender des Staatssenats. Nach dem Ende seiner Zeit als Vizegouverneur ist Thruston Ballard politisch nicht mehr in Erscheinung getreten. Er starb am 18. Januar 1926 in Glenview im Jefferson County und wurde in Louisville beigesetzt.